# Trần Văn Tấn
Trần Văn Tấn (sinh ngày 15 tháng 12 năm 1959) là một chính trị gia người Việt Nam. Ông từng là đại biểu Quốc hội Việt Nam khóa 13 nhiệm kì 2011-2016 thuộc đoàn đại biểu tỉnh Tiền Giang.

## Tiểu sử
Ngày sinh: 15/12/1959
Giới tính: Nam
Dân tộc: Kinh
Tôn giáo: Không
Quê quán: Xã Mỹ Lương, huyện Cái Bè, Tiền Giang
Trình độ chính trị: Cử nhân chính trị
Trình độ chuyên môn: Cử nhân khoa học ngành Sư phạm Văn học
Nghề nghiệp, chức vụ: Phó Trưởng đoàn chuyên trách Đoàn ĐBQH tỉnh Tiền Giang khóa XIII; Ủy viên Ủy ban Văn hóa Giáo dục Thanh niên, Thiếu niên và Nhi đồng của Quốc hội
Nơi làm việc: Văn phòng Đoàn ĐBQH và HĐND tỉnh Tiền Giang
Ngày vào đảng: 25/6/1988
Nơi ứng cử: Tiền Giang
Đại biểu Quốc hội khoá: XI,XII,XIII
Đại biểu chuyên trách: Địa phương
Đại biểu Hội đồng Nhân dân: Không